# Aeródromo de Schofields
O Aeródromo de Schofields foi um aeródromo construído pela Real Força Aérea Australiana (RAAF) entre 1942 e 1944, em Schofields, Nova Gales de Sul, durante a Segunda Guerra Mundial. Construída originalmente para servir unidades do Fleet Air Arm, Schofields foi entre à RAAF em 1942. Depois da guerra, a base foi a casa de várias unidades de transporte e de caça da RAAF, tendo por volta de 1953 perdido essas unidades, que se moveram para instalações maiores. Em 1953, a RAAF entregou o aeródromo à Real Marinha Australiana e, com o nome HMAS Nirimba, foi a casa do Treino Técnico Naval até 1993.